# Blood Red Throne
Blood Red Throne er et dødsmetalband fra Kristiansand, Norge.
De udgav deres tredje album, Altered Genesis, i januar 2005. Guitaristen Tchort fra Emperor, Green Carnation og Carpathian Forest spiller med i bandet. Blood Red Throne kombinere elementer fra Cannibal Corpse, Deicide, Suffocation, Slayer, Massacre, Death og Obituary hvilket skaffede dem en pladekontrakt med Earache Records.

## Diskografi

### Studiealbum
- 2001: Monument of Death
- 2003: Affiliated with the Suffering
- 2005: Altered Genesis
- 2007: Come Death
- 2009: Souls of Damnation
- 2011: Brutalitarian Regime
- 2013: Blood Red Throne
- 2016: Union of Flesh and Machine

### Ep'er
- 2002: A Taste for Blood

### Splitalbum
- 2003: A Taste for Butchery (med Severe Torture)

### Demoer
- 2000: Deathmix 2000

## Medlemmer
- Vald – Vokal
- Daniel "Død" Olaisen – Guitar
- Terje "Tchort" Vik Schei – Guitar
- Erlend Caspersen – Bas
- Anders Haave – Trommer